# Федерация футбола Мавритании
Федера́ция футбо́ла Исла́мской Респу́блики Маврита́нии (фр. Fédération de Foot-Ball de la Républic Islamique de Mauritanie) — организация, осуществляющая контроль и управление футболом в Мавритании. Располагается в Нуакшоте. ФФМ основана в 1974 году, вступила в КАФ в 1970 году, а в ФИФА — в 1968 году. В 1975 году стала членом-основателем Западноафриканского футбольного союза. Федерация организует деятельность и управляет национальной и молодёжными сборными. Под эгидой федерации проводятся соревнования в чемпионате страны. Женский футбол в Мавритании не развит.